# Berufswitz
Der Berufswitz ist eine Art des tendenziösen Witzes, der Mitgliedern bestimmter Berufsgruppen spezifische, potenziell komische Eigenarten oder klischeehaftes Verhalten zuordnet. Typische Berufswitze entstehen oft selbstironisch im Umfeld genau dieser Berufe.

## Definition
Berufswitze legen nahe, „dass an den Menschen des betreffenden Berufs etwas Auffallendes, Komisches, Ungewöhnliches festzustellen ist und diese tatsächliche oder vermeintliche Eigenschaft leicht übertrieben werden kann, um sie dann zum Gegenstand des Lachens werden zu lassen.“
Beispiele für Berufswitze sind Ärztewitze (mit dem Unterthema Psychiaterwitze), Beamtenwitze, Juristenwitze, Lehrerwitze, Mathematikerwitze, Musikerwitze (z. B. Bratscherwitz), Pastoren- und Priesterwitze, Politikerwitze, Soldatenwitze und viele mehr, wobei die meisten Berufswitze selbstironisch „aus dem Inneren“ dieser Berufssparten selber kommen. Dieses wird dann mit dem speziellen, durch das Arbeitsumfeld oder die Arbeitsgegebenheiten bedingten „Berufshumor“ – beispielsweise „Medizinerhumor“, „Juristenhumor“ etc. – erklärt oder andererseits mit Vorurteilen, wenn der Witz „von außen“ kommt.
Eine besondere Form des beruflichen Witzes ist der wissenschaftliche Witz, dessen Pointe als Insiderwitz oft nur unmittelbar Angehörigen der jeweiligen wissenschaftlichen Disziplin zugänglich und für fachfremde Personen wenig oder nicht komisch ist.
Je nach Thema gibt es bei Berufswitzen Überschneidungen mit anderen Arten von Humor, beispielsweise mit schwarzem Humor, absurdem Humor, religionsspezifischem Humor usw.

## Drei Beispiele
- Psychologenwitz – Ein Mann erhält wegen Kontaktschwierigkeiten eine Überweisung zu einem Psychologen. Der Psychologe eröffnet das Patientengespräch: „Um unsere Sitzung zu beginnen – können Sie mir erklären, worin Ihre Schwierigkeiten bestehen, dauerhaften Kontakt zu anderen Menschen aufzubauen?“ Der Mann: „Wieso ich denn? Das ist doch dein Job, du inkompetenter Schwachkopf!“
- Physikerwitz – Ein Geflügelbauer ist besorgt, weil seine Hühner aufgehört haben, Eier zu legen. Da er das Problem nicht lösen kann, bietet ihm einer seiner Freunde, ein Physiker, Hilfe an. Der Physiker kommt auf die Farm, nimmt mit komplizierten Geräten eine Menge Messungen vor und analysiert dann die Daten. Nach einigen Tagen ruft er dann seinen Freund, den Geflügelbauern, an. „Okay, ich habe eine Lösung für dein Problem, aber es funktioniert nur mit kugelförmigen Hühnern im Vakuum.“[16]

Dieser Witz macht sich sowohl über die Inkompetenz des Bauern lustig, der ein Problem aus seinem eigenen Berufsbereich nicht lösen kann, wie auch über den Physiker, der in komplexer Weise eine theoretische Lösung erarbeitet, die keinerlei Anwendung in der Praxis hat.
- Priesterwitz/Rabbinerwitz – Ein katholischer Priester und ein Rabbiner unterhalten sich. Katholischer Priester: „Ich habe letzte Nacht vom jüdischen Himmel geträumt. Es war furchtbar! Alle waren laut und haben durcheinander geredet, es war schmuddelig und hat nach Knoblauch gerochen.“ Der Rabbiner: „Ein Zufall! Ich habe letzte Nacht vom katholischen Himmel geträumt. Riesengroß, alles in Gold und Weiß – und kein Mensch da.“

Ein Beispiel auch für den jüdischen Humor, wo beim Aufeinandertreffen der beiden Religionen, der Rabbi auf Kosten des Priesters antwortet.

## Der Begriff in anderen Sprachen
Kurt Tucholsky stellte fest, dass auch die französische Sprache ihre Berufswitze, speziell Ärztewitze, habe, die im Französischen allgemein blagues sur les professions und speziell blagues sur les médecins oder humour médecin genannt werden.
Im Englischen werden Berufswitze als professional jokes und Berufshumor als professional humour bezeichnet.

## Rezeption
- In Buchform gibt es Sammlungen spezifischer Berufswitze.

- Seit den 1920er Jahren war der Kalender von Temmler – Temmler’s Aerztebrevier – mit aus heutiger Sicht „politisch nicht ganz korrekten“ Medizinerwitzen ein beliebtes Werbegeschenk.

- Sitcoms wie The Big Bang Theory bedienen sich nicht immer einfach zu verstehender Wissenschaftlerwitze (nerdy jokes).

- In den Vereinigten Staaten hat es Aufrufe von Juristen gegeben, besonders zynische, verunglimpfende Anwaltswitze (lawyer jokes) verbieten zu lassen.[20]